# Mesida wilsoni
Mesida wilsoni är en spindelart som beskrevs av Pater Chrysanthus 1975. Mesida wilsoni ingår i släktet Mesida och familjen käkspindlar. Inga underarter finns listade i Catalogue of Life.